# Тројицка кула
Тројицка кула (рус. Троицкая башня) је једна од двадесет московских кремаљских кула, која се налази на северозападном зиду према Александровој башти.
Кула је саграђена у периоду од 1495. до 1499. године по нацртима италијанског архитекте Алојсија да Милана. Кула је носила називе Ризоположенска, Знаменска и Каретнајева, а данашњи назив је добила 1658. године.
Двоспратни подрум испед куле је током 16. и 17. века служио као тамница. Испред куле се налази мост, који повезује Кремљ с Александровом баштом. На кули се између 1585. и 1812. године налазио часовник.
Приликом претње од могуће шведске инвазије 1707. године, пушкарнице на кули су проширене како би кроз њих прошле топовске цеви.
Совјети су 1935. године на врх куле поставили црвену звезду. Пре совјетске власти, изнад улаза у кулу налазила се фреска Свете Тројице. Пошто је пролаз кроз кулу служио као формални улаз за конгресе Комунистичке партије, фреска је у потпуности уклоњена са куле (за разлику од оних на Спаситељевој и Николајевој кули, које су биле само премазане да се не виде).
Тројицка кула је највиша кула Московског кремља. Њезина висина, заједно са звездом на врху, је 80 метара.